# Statutární ředitel
Statutární ředitel byl statutární orgán akciové společnosti, který byl jmenován správní radou. Statutárnímu řediteli příslušelo obchodní vedení společnosti (tedy exekutivní činnost – rozhoduje). Statutární ředitel byl zodpovědný správní radě, která též schvaluje Smlouvu o výkonu funkce statutárního ředitele. Statutárním ředitelem mohla být fyzická osoba, ale na druhou stranu tuto funkci mohl vykonávat i předseda správní rady. V případě akciové společnosti s proměnným základním kapitálem mohla roli statutárního ředitele zastávat i právnická osoba. Za ni potom jednal pověřený zmocněnec.
Institut statutárního ředitele (a jeho odpovědnost správní radě) se vytvářel v monistickém systému akciové společnosti, jednalo se o jistou obdobu, resp. alternativu, představenstva v dualistickém systému společností (to má odpovědnost vůči dozorčí radě – byť správní rada nemá na rozdíl od zmiňované dozorčí rady jen funkci kontrolní).
Novelou zákona o obchodních korporacích účinnou od 1. ledna 2021 byla funkce statutárního ředitele zrušena a statutárním orgánem monistické akciové společnosti je nově již jen správní rada.